# Полуостровна война
Полуостровната война, наричана Война в Испания и Португалия (на френски: Guerre d'Espagne et du Portugal) и Испанска война за независимост (на испански: Guerra de la Independencia Española), е военен конфликт между Франция и съюзените сили на Испания, Обединеното кралство и Кралство Португалия за контрол над Иберийския полуостров по време на Наполеоновите войни. Войната започва, когато френски и испански войски пресичат Испания и нахлуват в Португалия през 1807 г. След това, през 1808 г., Франция се обръща против съюзника си Испания. Войната продължава до подписването на примирието с Шестата коалиция, победила Наполеон през 1814 г.

## Обща информация
Конфликтът се счита от някои историци за една от първите национални войни и също така показателен за появата на партизанска война (на испански guerrilla, което означава „малка война“) от голям мащаб.
Френската окупация унищожава испанската администрация, която се разпада на провинциални хунти. През 1810 г., повторно учреденото национално правителство (Кортесите) се укрепява в Кадис и не е в състояние да събере, обучи и въоръжи ефективни армии, намирайки се под френска обсада в града. Британската армия и португалските сили подсигуряват Португалия като сигурна позиция и база, от която да започнат кампании срещу френската армия, докато в същото време испанските guerrilleros обезкръвяват окупаторите. Обединените сили на нередовното опълчение и армиите на съюзниците успяват да попречат на наполеоновите маршали да подчинят непокорните испански провинции.
Няколкото години война в Испания постепенно омаломощават известната Велика армия на Франция. Докато французите често печелят битките, комуникациите и снабдяването им са подложени на сериозно изпитание и френските части често се оказват отрязани, нападани или затруднявани от партизаните. Испанските войски, макар че многократно са побеждавани и изтласквани назад, не могат да бъдат унищожени и продължават да преследват французите безмилостно.
Постоянното заплашително присъствие на британски корпус под командването на Артър Уелсли, Първи херцог на Уелингтън, който се превръща в най-опитната и стабилна част на британската армия, пази Португалия и провежда кампании срещу французите в Испания, заедно с реформираните португалски войски. Съюзена с британците, деморализираните преди това португалски войски претърпяват съществена реорганизация и попълване при британския генерал Уилям Бересфорд, назначен от заминалото в изгнание португалско кралско семейство за главнокомандващ, и воюват като част от обединената англо-португалска армия на Уелингтън.
През 1812 г., годината в която Наполеон нахлува в Русия, обединената армия на съюзниците изтласква французите обратно в Испания и превзема Мадрид. През зимата на 1813 – 14 г. маршал Никола Султ повежда изтощените и деморализирани френски сили в отстъпление през Пиренеите до Франция.
Войната и въстанието срещу окупацията на Наполеон довеждат до испанската конституция от 1812 г., по-късно крайъгълен камък на европейския либерализъм. Войната разрушава социалната и икономическата структура на Португалия и Испания и поставя началото на епоха на социални безредици, политическа нестабилност и икономическа стагнация. Опустошителните граждански войни между либералните и абсолютистките фракции, водени от офицери, натрупали опит в Полуостровната война, продължават в тези две страни до 1850 г. Непрекъснатият процес на кризи и нашествия, революции и реставрации, довежда до независимостта на повечето от испанските американски колонии и независимостта на Бразилия от Португалия.

## Причини
След поражението си в Пиренейската война, през 1795 г. победената Испания става васална държава (формално „съюзник“) на Франция. През 1806 г., докато е в Берлин, Наполеон Бонапарт обявява континенталната блокада, забранявайки британския внос в континентална Европа. От двете останали неутрални страни, Швеция и Португалия, последната напразно се опитва да избегне ултиматума на Наполеон (от 1373 г. тя има договор с Кралство Англия, който е превърнат в съюз с Обединеното кралство). След подписването на договора от Тилзит през 1807 г., който заздравява френското господство над Централна и Източна Европа, Наполеон решава да затвори за Англия иберийските пристанища. Решението е взето противно на собствения му съвет години по-рано, когато отбелязва, че завладяването на Испания би било „твърде костелив орех“.
На 27 октомври 1807 г. испанският министър Мануел де Годой и Франция подписват договор във Фонтенбло, съгласно който, след като Испания и Франция победят Португалия, ще я разделят на три кралства: новото кралство Северна Лузитания, Алгарве (включващо Алентежу), и останките на кралство Португалия. През ноември 1807 г., след отказа на принца-регент Жуау VI, да се присъедини към континенталната блокада, Наполеон изпраща в Испания армия под командването на генерал Жан Жюно, със задачата да нахлуе в Португалия.
Годой първоначално се обръща за съюз към Португалия срещу френските армии, но по-късно тайно се споразумява с французите, че в замяна на сътрудничеството Испания ще получи португалски територии. Основната амбиция на Испания е контрол върху португалския флот, и тя изпраша две дивизии в помощ на френските войски за окупиране на Португалия.
Португалската армия е разположена така, че да защити от френска атака пристанищата и крайбрежието, и на 1 декември, без военни действия, Лисабон е завладян. Бягството на Мария I и Жуау в Бразилия на 29 ноември, заедно с администрацията и кралския двор (около 10 000 души и 9000 моряци на борда на 23 военни и 31 португалски търговски кораба) е голяма пречка за Наполеон и позволява на принц-регента да продължава да управлява отвъдморските си владения. Португалското кралско семейство остава в Рио де Жанейро през следващите 13 години.
Под претекст за подсилване на френско-испанската армия, окупирала Португалия, френски императорски войски започват да се съсредоточават в Испания. Местното население ги посрещна с ентусиазъм въпреки нарастващото дипломатическо безпокойство. През февруари 1808 г. Наполеон нарежда на френските командири да заемат ключови испански крепости, обръщайки се срещу доскорошния си съюзник. Френска колона, дегизирана като конвой с ранени, завладява Барселона на 29 февруари, убеждавайки властите да отворят портите на града.
Испанската кралска армия от близо 100 000 души се оказва парализирана: зле екипирана, често без командири, объркана от вълненията в Мадрид и разпръсната от Португалия до Балеарските острови. Петнадесет хиляди от най-добрите войници (Северната дивизия на Педро Каро, маркиз на Ла Романа), са предадени на Наполеон през 1807 г. и остават в Дания под френско командване. Само в покрайнините на страната има що-годе прилични армии: в Галисия са войските на Хоакин Блейк, а в Андалусия е армията на Франсиско Кастаньос. Французите последователно окупират голяма част от Североизточна Испания.
За да подсигури завоеванията си, Наполеон започва серия от интриги срещу испанското кралско семейство. Превратът, подбуден от испанските аристократи, принуждава Карлос IV да се откаже от трона си и го заменя със сина му, Фернандо VII. Наполеон изпраща кралските особи под домашен арест в Байон и на 5 май принуждава и двамата да абдикират, предавайки престола на брат си, Жозеф Бонапарт.
Сред либералните, републиканските и радикалните слоеве на испанското и португалското население съществува голяма подкрепа за потенциалното френско нашествие, макар че през 1807 г. Наполеон явно и изрично изоставя много либерални и републикански идеали. Дори преди самото нахлуване, терминът Afrancesado (буквално „превръщам се във французин“) продължава да се използва за обозначаване на онези, които подкрепят Просвещението, светските идеали и Френската революция. Наполеон разчита на подкрепата на тези Afrancesados както по време на войната, така и за управлението на страната. Но докато Наполеон, чрез брат си Жозеф, спазва обещанията си да премахне феодалните и църковните привилегии, скоро повечето испански либерали се противопоставят на окупацията поради насилието и бруталността на французите.

## Ход на войната

### Испанско въстание
Марионетният испански съвет одобрява новия крал, но узурпацията предизвиква народно въстание, което се разпространява на територията на цялата страна. Испанското въстание е първият пример за национализма на една страна, обърнала се срещу Наполеон, макар че е воден в значителна степен от свещеници и благородници, които подкрепят консервативните ценности на стария режим. На 2 май, гражданите на Мадрид се надигат на бунт срещу френската окупация, убивайки около 150 френски войници, преди безредиците да са потушени от елитната императорска гвардия на Жоашен Мюра и мамелюкската кавалерия, която опустошава града.
На следващия ден, увековечен от Франсиско Гоя в картината му „Трети май 1808 година в Мадрид“, френската армия за отмъщение разстрелва стотици граждани на Мадрид. Подобни репресии се случват и в други градове и продължават в продължение на дни, без да имат определен военен ефект, но за сметка на това засилват съпротивата. Скоро след това започва спонтанна и кървава партизанска борба, известна като guerrilla, която избухва в по-голяма част от Испания. Понятието guerrilla („гериля“) се използва, за да се опише такъв начин на война.
Малката провинция Астурия се вдига на въоръжено въстание, прогонвайки френския управител на 25 май и „обявява война на Наполеон в разгара на неговото величие.“. В рамките на няколко седмици, всички испански провинции последват нейния пример. Въстаниците избиват 338 френски граждани във Валенсия. Френските линейни кораби на Росили, закотвени в Кадис, са пленени. Наполеон неволно провокира тотална война на испанците – грешка, от чиито последствия Френската империя никога не успява изцяло да се възстанови.
Влошаващата се стратегическа ситуация принуждава Франция да увеличи военните си контингенти в страната – през февруари Наполеон се хвали, че 12 000 души биха могли да завладеят Испания до 1 юни, но за овладяване на кризата вече са изпратени над 65 000 войници. Основната френска армия държи под контрол само тясна ивица от централна Испания, простираща се от Памплона и Сан Себастиан на север до Мадрид и Толедо на юг. Французите в Мадрид се крият зад допълнителната 30 000-на войска на маршал Андре дьо Монси. Корпусът на Жан Жюно стои блокиран в Португалия, отрязан от 480 км неприятелска територия.
От оптимистичните доклади на Мюра, Наполеон вярва, че бунтовете ще затихнат и редът в страната ще бъде установен, ако брат му задържи престола в Мадрид, докато френските летящи колони овладеят и умиротворят големите градове на Испания. За тази цел, Пиер де л’Етан повежда армия от 24 430 души на юг към Севиля и Кадис; маршал Жан Батист Бесиер се придвижва към Арагон и Стара Кастилия с 25 000 души, имащи за цел да завладеят Сантандер и Сарагоса; Монси потегля към Валенсия с 29 350 души, докато Гийом Дюем води 12 710 войници в Каталония и напредва срещу Херона. Историците стигат до заключението, че Наполеон, който не изпитва уважение към „нахалните“ испански милиции, които му се противопоставят навсякъде, е опитал да постигне твърде много с твърде малко войски.
Новините за влошаващото се положение за французите в началото на въстанието започват да пристигат една след друга: каталонските милиции (somatén) почти овладяват Барселона, а френските части, които се опитват да пробият пръстена около града, са отблъснати обратно с тежки загуби в сраженията при Ел Брук. В битката при Херона испанците отразяват атаките на французите, а по-късно успешно издържат и обсадата на града. При обсадата на Сарагоса, френското предложение за почетна капитулация е посрещнато с лаконичния отговор „Война до смърт“. Опълчението на Хосе де Палафокс се противопоставя с успех на французите в продължение на три месеца, борейки се за всяка педя земя по улиците на града, принуждавайки най-накрая граф Шарл Льофевр-Денуе да вдигне обсадата през август и да се оттегли. Настъплението на Дьо Монси към брега завършва с поражение пред стените на Валенсия. Дьо Монси започва отстъпление, атакуван от испански партизани на всяка крачка. След щурмуването и опустошаването на Кордоба, Дюпон, изплашен от всеобщата враждебност на андалусийците, прекратява офанзивата си и се оттегля в Андуар.
Единствено на север, французите постигат частичен успех. През юни, кавалерията на Антоан дьо Ласал прегазва малката импровизирана армия на Грегорио де ла Куеста в битката при Кабесон и отваря пътя към Валядолид. Когато маршът на Бесиер към Сантандер е силно затруднен от поредицата партизански атаки през юли, французите решават да се изтеглят назад, но се натъкват на обединените войски на Блейк и Куеста. В битката при Медина де Риосеко, испанските генерали, по настояване на Куеста, напредват към уязвимите френски линии за снабдяване. Двете армии се разполагат на бойното поле на 14 юли, но Куеста неразумно оставя пролука между войските си и тези на Блейк. Французите използват грешката и след кратко сражение с частите на Куеста, разбиват испанците, оставяйки Стара Кастилия в ръцете на Наполеон.
Победата на Бесиер спасява стратегическите позиции на френската армия в Северна Испания. Пътят към Мадрид е отворен за Жозеф, и неуспехите при Херона, Валенсия и Сарагоса бързо са забравени; всичко, което остава да направят французите, е да подсилят армията на Дюпон и той да си пробие път на юг към Андалусия. Доволният Наполеон твърди, че „ако маршал Бесиер е в състояние да победи армията на Галисия с малобройни жертви и незначителни усилия, то генерал Дюпон ще е в състояние да разбие всяка армия, която срещне.“. Само няколко дни по-късно, Дюпон претърпява тежко поражение в битката при Байлен и се предава, заедно с целия си армейски корпус, на Кастаньос.
Катастрофата е пълна. Със загубата на 24 000-ната армия, военната машина на Наполеон в Испания рязко спира. Жозеф и френското командване се паникьосват и заповядват общо отстъпление към река Ебро, изоставяйки Мадрид и заличавайки всички трудно постигнати завоевания на Бесиер. Европа приветства тази първа проверка на дотогава непобедимите императорски войски – слуховете за испанския героизъм вдъхновяват Австрия и разкриват силата на националната съпротива. Байлен спомага за сформирането на Петата коалиция срещу Наполеон.

### Британска намеса
Преди войната на полуострова, британските военни операции са ограничени до нападения в континентална Европа, след като няколкото по-ранни опита за дебаркиране и действия на отделни войски довеждат до провал. Британците не могат да поддържат достатъчно голяма сухопътна сила, за да действат самостоятелно срещу огромната и опитна френска армия. На 18 юни избухва португалското въстание. Всенародните бунтове в Португалия и Испания насърчават британците отново да се ангажират със значителни сили и британската пропаганда бързо се ориентира в новата ситуация – за първи път, народите, а не кралете се опълчват срещу „Великия смутител“.
През август 1808 г. британските сили (включващи Кралския Германски легион) дебаркират в Португалия под командването на генерал-лейтенант сър Артър Уелсли, бъдещият херцог на Уелингтън. Уелсли изпитва силите на Анри Делаборд в битката при Ролиса на 17 август, докато португалската армия на Бернардино Фрер задържа дивизията на Луазон в отвличащо сражение. На 21 август, Уелсли, който е потеглил към устието на река Масейра за да защити дебаркиращите подкрепления, е подложен на атаки от страна на Жюно. Битката при Вимейру е първият случай, в който нападателната тактика на Наполеон, съчетаваща стрелци, атакуващи колони и артилерийски огън, се проваля срещу британските пехотни редици и превъзходните дефанзивни умения на Уелсли. Бъдещият херцог обаче, въпреки победите си, е счетен за твърде млад офицер за да командва подсилената експедиция в Португалия и е заменен от Хари Бюрърд. Той предлага на Жюно изгодни условия за примирие, давайки възможност на французите за необезпокоявана евакуация от Португалия с помощта на Кралския флот, подписвайки през август спорното споразумение от Синтра. На британските командири е наредено да се завърнат в Англия за обяснения относно споразумението, оставяйки сър Джон Мур начело на 30 000-та британска армия.
През август, британският Балтийски флот и испанските офицери от Северната дивизия успешно организират евакуацията на дивизията от Дания. В това забележително бягство, 9000 испански войници окупират датските пристанища и използват всякакви крайбрежни съдове, за да се достигнат корабите от ескадрата на адмирал Ричард Кийтс на остров Лангеланд. Войниците са прехвърлени в Гьотеборг, Швеция, преди да отплават за Сантандер, където са пристигат през октомври. Присъствието на Кралския военноморски флот край крайбрежието на Франция и Испания забавя френското нахлуване в източната и южната част на Испания. Британските фрегати владеят стратегическия залив Росас, северно от Барселона, в близост до френската граница и участват в обсадата на града през 1808 г. Лорд Кокрейн държи крепостта на върха на скалите срещу французите в продължение на близо месец, и я унищожава, едва когато цитаделата капитулира пред превъзхождащите френски войски.

### Кампания на Наполеон
Поражението при Байлен и загубата на Португалия убеждават Наполеон за опасността, пред която се е изправил в Испания. Дълбоко разстроен от новината за Синтра, императорът отбелязва:
| „ | Забелязвам, че всички са изгубили разсъдъка си след скандалната капитулация при Байлен. Разбирам, че самият аз трябва да отида там, за да заработи отново машината. | “ |

Въпреки това, нападението не последва веднага. В испанската социална система, разтърсена от бунтовете, се появява социално и политическо напрежение – патриотите спорят по всеки въпрос и от това съответно страдат военните усилия на въстаниците. С падането на монархията, властта се прехвърля към местните хунти. Тези институции се намесват в работата на армията и подкопават трудно формиращото се централно правителство в Мадрид и в някои случаи се оказват почти толкова опасни една за друга, колкото и за французите. Междувременно, британската армия в Португалия е обездвижена от логистични проблеми и административни спорове.

С минаването на няколко бездейни месеца, „революцията временно парализира патриотична Испания в момент, в който решителните действия биха могли да променят изцяло хода на войната.“  Докато съюзниците пъплят бавно напред, бързото свикване на части и войници и от най-отдалечените краища на Френската империя, довежда 100 000 ветерани от Великата армия в Испания, водени лично от Наполеон и неговите маршали. С Испанската си армия от 278 670 души, съсредоточени на река Ебро, срещу едва 80 000 неопитни, дезорганизирани испанци, императорът изпраща следното послание на испанските депутати:
| „ | Аз съм тук с войниците, които победиха в битките при Аустерлиц, при Йена, при Ейлау. Кой може да им устои? Разбира се, че не вашите жалки испански войници, които не знаят как да воюват. Аз ще покоря Испания за два месеца и ще си спечеля правата на завоевател. | “ |

Наполеон повежда французите в брилянтна офанзива, включваща двоен обхват на испанските линии. Атаката започва през ноември и е описана като „лавина от огън и стомана“.
Кампанията се стреми да постигне бързо решение на юг и напредващата главна армия на Наполеон разбива с яростна атака незащитения испански център в сражението при Бургос. Испанското опълчение, без опит и неспособно да сформира бързо пехотни карета, е разпръснато от френската кавалерия, докато испанската и валонската гвардейци напразно остават на място и са премазани от войските на Антоан дьо Ласал. След това, на 23 ноември Маршал Жан Лан мощно си пробива път през несигурното дясно крило на испанците в битката при Тудела, обръщайки в безредно бягство войските на Кастаньос, добавяйки нов надпис на Триумфалната арка в Париж.
На запад, част от испанските войски обаче се изплъзват от примката, когато Льофевр Денуе не успява да обгради Армията на Галисия, след преждевременна и неопределена атака в битката при Панкорбо. Блейк успява да изведе артилерията си на безопасно място, последвана в добро състояние от испанската пехота. Льофевр и маршал Виктор започват невнимателно и необмислено преследване, което приключва с унижението в битката при Валмаседа, където разпръснатите им войски са прегазени от прехвърлените от Дания испански ветерани на Ла Романа и едва избягват пълното си унищожение. Накрая, останалата изолирана армия на Блейк прави завой и на 17 ноември се окопава в битката при Еспиноса. Нейните редици удържат ожесточените френски атаки в продължение на цяло денонощие, преди да се оттеглят на следващия ден. Блейк отново се изплъзва, този път на Султ, и отстъпва с осакатената си армия към Сантандер, но испанският фронт е разкъсан и императорските войски се втурват към незащитените провинции на централна Испания. Наполеон хвърля 45 000 души на юг към хребетите на Сиера де Гуадарама, които пазят Мадрид от север.
Планините обаче едва забавят Наполеон: в битката при Сомосиера на 30 ноември, ескадроните на полската и императорската кавалерия атакуват тесния пролом през убийствената канонада на испанците и прегазват артилерията на Бенито де Сан Хуан. Докато испанските кралски артилеристи остават до оръдията си и се борят до последно, опълчението отстъпва пред неумолимата френска пехота. Френските предни патрули достигат Мадрид на 1 декември и армията влиза триумфално в града три дни по-късно. Жозеф Бонапарт е възстановен на трона. Сан Хуан се оттегля на запад до Талавера, където е застрелян от разбунтували се войници.
Малката британска армия на генерал сър Джон Мур се придвижва от Португалия в северозападна Испания, изненадвайки части на френската кавалерия в битката при Саагун. Мур остава в Леон за известно време, след като осъзнава, че позицията на армията му е рискована. Това е пресметнат опит да се привлече вниманието на французите и да се даде време на испанските сили да се прегрупират, след последните им отстъпления. В това отношение, начинанието на Мур е успешно – предупредената за местонахождението му императорска армия принуждава Мур да се оттегли в мъчително отстъпление, белязано от срив в дисциплината на много полкове. Отстъплението са води с упорити ариергардни сражения, като тези при Бенавенте и Какабелос. Окъсаната армия на Ла Романа опитва да прикрива отстъплението на съюзниците си, но е победена от Султ в битката при Мансиля. Междувременно, британските войски на Мур успяват да избягат към крайбрежието и да се качат на кораби, след като отразяват силна френска атака при Ла Коруня. Около 26 000-на болнава войска в крайна сметка достига Великобритания – по време на експедицията са загубени 7000 души. Мур, убит по време на отбраната на Ла Коруня, остава погребан в Испания под паметник, построен от войниците на Султ.
На изток, в Каталония, Наполеон подкрепя армията на Дюем, като още в началото на октомври 1808 г. нарежда на със 17 000-ната войска на Лоран Сен Сир да облекчи положението му в Барселона. Успешната обсада на Росас отваря пътя на юг за Сен Сир, който заобикаля Херона и след забележителен форсиран марш, на 16 декември атакува и разгромява част от испанската армия на Хуан Мигел де Вивес в битката при Кардедеу, близо до Барселона. Пет дни по-късно, Сен Сир побеждава испанските войски на Конде де Калдагес и Теодор фон Рединг, пленявайки 1200 души в сражението при Молинс де Рей.
Само при Сарагоса, все още белязана от бомбардировките на Льофевр през лятото, атаките на французите временно са спрени. Атакуващите достигат Сарагоса на 20 декември. Лан и Монси отделят два армейски корпуса (общо 45 000 души) за втора обсада на града, но броят и артилерията на французите не прави впечатление на испанското опълчение, което яростно и упорито защитава стените. Втората епична отбрана на Палафокс донася на града национална и международна слава. Испанците се бият с непоколебима решимост; улица по улица, сграда по сграда, при епидемии и глад. Някои се барикадират в манастирите, а други подпалват собствените си домове. Почти всички, които остават с Палафокс, намират смъртта си, но в продължение на два месеца, Великата армия не успява да стъпи отвъд Ебро. На 20 февруари 1809 г., французите оставят зад себе си опожарени руини, пълни с 64 хиляди трупа.
След малко повече от два месеца в Испания, Наполеон предава командването на маршалите си и се завръща във Франция.

### Португалия и Галисия
През март, маршал Султ започва втората кампания в Португалия през северния коридор. На 27 март, испанските сили побеждават французите в сражението при Виго, и френските войски в Марин и Понтеведра са принудени да се оттеглят в Сантяго де Компостела, страхувайки се да не бъдат обходени при испанска офанзива. След новия обрат на ситуацията, испанските сили поемат инициативата, и повечето от градовете в провинция Понтеведра са отново освободени.
В Португалия, французите първоначално са отблъснати до река Миньо от португалските милиции, но по-късно Султ овладява Шавеш, Брага, и (на 29 март 1809 г.) Порто. Въпреки това, съпротивата на Франсишку Силвейра в Амаранте и други северни градове, изолира френския маршал в Порто. Уилям Бересфорд, в качеството си на главнокомандуващ (назначен е от португалското кралско семейство), реорганизира, преустройва и попълва армията с помощта на висшите португалски генерали, и по-специално на Мигел Форхас. Първоначално, в редовната армия са призовани 20 000 души, а 30 000 – в милициите.  Уелсли се завръща в Португалия през април 1809 г. и поема командването на англо-португалските сили. Той подсилва британската армия с новообразуваните португалски полкове, обучени от Уилям Бересфорд на британския начин на воюване. Тези нови сили изтласкват Султ от Португалия след битките при Грижо (10 – 11 май) и Порто (12 май). Всички други градове в Северна Португалия са освободени от генерал Силвейра.
На 7 юни, френската армия на маршал Ней е победена от испанските сили, командвани от полковник Пабло Морильо, при Пуенте Санпайо, и Ней е принуден да се оттегли на 9 юни в Луго. Оттеглянето е мъчително и трудно, тъй като френската армия е тормозена непрекъснато от испански партизани. Войските на Ней се срещат в Луго с тези на Султ, които са напуснали Португалия, и през юли 1809 г. двете армии заедно се оттеглят от Галисия. Това бележи окончателното отстъпление на френската армия от испанската провинция Галисия и създаването на нов фронт.
С осигуряването на Португалия, Уелсли напредва в Испания, за да се обедини със силите на Грегорио де ла Куеста. Обединената армия на съюзниците де приготвя за атака срещу Първи армейски корпус на Виктор край Талавера. Куеста обаче, не е склонен да се съгласи с това, и е убеден едва на следващия ден. Забавянето позволява на французите да се оттеглят, а Куеста изпраща армията си в стремглаво преследване на Виктор и се озовава пред почти цялата френска армия в Нова Кастилия – Виктор е подсилен с подкрепления от гарнизоните в Толедо и Мадрид. Испанците отстъпват, което налага изпращането на две британски дивизии, които да прикрият отстъплението им. На следващия ден, 27 юли, в битката при Талавера, французите атакуват в три колони и са отблъснати няколко пъти, но на висока цена за британците. Въпреки победата и без да обръща внимание на мнението на генерал Куеста да контраатакува французите, Уелсли, с оглед на предстоящото пристигане на армията на Султ и страхувайки се да не бъде откъснат от базата си в Португалия, решава бързо да отстъпи, напускайки Талавера на 4 август. Заплахата от нови френски подкрепления (включително възможното пристигане на самия Наполеон) през пролетта, и значителните разногласия между британци и испанци, довежда до оттеглянето на британските войски в Португалия, оставяйки испанците сами във войната.
Опасявайки се от нова френска атака на Португалия, Уелсли привежда в действие плана си за създаване на мощна отбранителна позиция, близо до португалската столица. За да защити Лисабон, той заповядва изграждането на отбранителни съоръжения при Ториш Ведраш, под ръководството на сър Ричард Флетчър, състоящи се от три последователни линии крепости, укрепления, редути и равелини, с множество отделни укрепени артилерийски позиции. Различните части на линиите комуникират помежду си чрез флагове, което позволява незабавна реакция на всяка заплаха. Работата започва през есента на 1809 г. и първата линия е завършена една година по-късно. На земите пред линиите е приложена „политиката на опожарената земя“, за да се попречи на врага. Около 200 000 жители на съседните окръзи са преместени зад линиите.

### Патова ситуация
След превземането на испанския укрепен град Сиудад Родриго след изтощителна обсада, продължила от 26 април до 9 юли 1810 г., французите отново навлизат в Португалия с армия от около 65 хиляди души, водена от маршал Масена. Първият значителен сблъсък на португалска земя е битката при река Коа, като числено превъзхождащите французи изтласкват назад Леката дивизия на генерал Робърт Кроуфорд. После, в сражението при Бусако, на 27 септември Масена атакува силно укрепената британска позиция по височините на 15-километровия хребет. Въпреки големите загуби, французите не успяват да изтласкат англо-португалската армия. Масена маневрира във фланг на позицията и принуждава Уелсли да се оттегли зад укрепените линии на Ториш Ведраш.
Укрепленията са толкова впечатляващи, че след френската атака с малки сили при Собрал на 14 октомври, последва патова ситуация. Чарлз Оман пише: „В тази мъглива утрин на 14 октомври, в Собрал, приливът на Наполеон достигна най-високата си точка, и след това се отдръпна.“ Земите пред линиите са опустошени от населението предварително и французите в крайна сметка са принудени да се оттеглят, поради болести и липса на храна и продоволствие. Удивителното е, че френското разузнаване няма представа за построяването на укрепленията, до пристигането на патрулите до стените им.
Британска част обаче претърпява поражение на следващия ден в битката при Фуенхирола, край Малага. Там много по-малкия полски гарнизон удържа експедиционните войски на генерал-лейтенант Андрю Блейни и дори го пленява (впоследствие Блейни остава във Франция до 1814 г.).
Съюзниците са подсилени с пристигането на свежи британски войски в началото на 1811 г. и започват настъпление. На 5 март, френските сили са разбити в битката при Бароса (част от опита на съюзниците да вдигнат обсадата на Кадис), а след още едно поражение при Фуентес де Оньоро (3 – 5 май), Масена е принуден да се оттегли от Португалия. Френският маршал е загубил 25 000 души в сраженията в Португалия и е заменен от Огюст Мармон. Султ се придвижва от юг, за да заплаши Естремадура и превзема града-крепост Бадахос, преди да се завърне в Андалусия с по-голямата част от армията си. Англо-португалските войски на Уилям Бересфорд и испанската армия, водена от испанските генерали Хоакин Блейк и Франциско Хавиер Кастаньос, се опитват да си върнат града – те обсаждат гарнизона, който Султ е оставил, но французите се прегрупират и също се насочват към Бадахос. Бересфорд придвижва обсадната си армия, за да пресече пътя на французите, и след равностойната битката при Албуера на 16 май, Султ се оттегля в Севиля.

Военните действия временно затихват. Числено по-многобройните френски войски не са в състояние да си осигурят решаващо предимство и са под нарастващия натиск на испанските партизани. Французите имат повече от 350 000 войници в Испанската армия, но по-голямата част от тях, над 200 000, са заети да защитават линиите на доставки. Мармон описва положението така: 
| „ | Императорът иска от мен да предприема офанзива... но Негово величество не осъзнава, че и най-малкото движение в тези земи изразходва огромни ресурси, особено коне... За да реквизираме дори от и най-бедното село, трябва да изпратим отряд от 200 души и за да оцелеем, трябва да се разпръснем на големи разстояния. | “ |

### Прелом и победа на съюзниците
През януари 1812 г., Наполеон, одобрява пълното анексиране на Каталония от Първата френска империя. Нейната територия е разделена на департаменти (Тер, Сегре, Монсерат и Буше де л'Eбр). Търсейки подкрепата на местното население, французите обявяват каталонския за официален език в тези департаменти, заедно с френския. Омразата на каталунците срещу французите обаче е толкова голяма, че герилята в Каталуния продължава.
Уелингтън подновява съюзническото настъпление в Испания в началото на новата 1812 г., обсажда и завладява укрепените градове на Сиудад Родриго на 19 януари и, след щурм с много жертви – Бадахос на 6 април. Съюзническите сили превземат Саламанка на 17 юни, точно преди приближаването на войските на Мармон. Двете армии най-накрая се срещат в сражение на 22 юли, когато Уелингтън нанася тежко поражение на французите в битката при Саламанка, в която маршал Мармон е сериозно ранен. Междувременно испанската армия побеждава френските части при Асторга и Гуадалахара и освобождава Севиля, Кордоба и Гранада от окупаторите. С прегрупирането на французите, съюзниците влизат в Мадрид на 6 август и напредват към Бургос, преди да се оттеглят по целия път обратно до Португалия, когато са заплашени от прегрупираните императорски войски. В резултат на кампанията при Саламанка, французите са принудени да сложат край на дългата и скъпоструваща им обсада на Кадис и изцяло да се евакуират от провинциите Андалусия и Астурия.
Френските надежди за възстановяване са разбити от катастрофалното нашествие на Наполеон в Русия през 1812 г. Императорът взима 30 000 войници от подложената на силен натиск армия в Испания. Лишени от подкрепа, френските позиции стават все по-трудно удържими, тъй като съюзниците подновяват офанзивата си през май 1813 г.
В края на май британски и португалски сили потеглят на север и превземат Бургос, след това обхождат френската армия, притискайки Жозеф Бонапарт в долината на река Садора. В решаваща битка при Витория на 21 юни, 65 хиляди души от армията на Жозеф са разгромени от 52 хиляди британци, 28 хиляди португалци и 25 хиляди испанци. Испанската армия на Енрике Хосе О'Донъл превзема Панкорбо на 3 юли, а френските войски там капитулират. Уелингтън, с 18 000 души, овладява град Сан Себастиан след обсада, продължила от 7 юли до 8 септември 1813 г. с големи загуби за британците. Градът е опустошен и опожарен до основи от англо-португалските войски – събитие, което предизвика яростта на испанците.
Съюзниците преследват отстъпващите френски, достигайки Пиренеите в началото на юли. Общото командване на френските сили е поверено на Султ и той започва контраофанзива, нанасяйки на съюзническите генерали две поражения в планинските проходи – в битките при Мая и при Ронсевал. Султ обаче е жестоко отблъснат от съюзниците в битката при Сорорен, губи инициативата и 31 август 1813 г. е победен от испанската Армия на Галисия в сражението при Сан Марсиал.
На 7 октомври, след като Уелингтън получава новината за възобновяване на военните действия в Германия, съюзниците най-накрая преминават във Франция, прекосявайки бродовете на река Бидасоа. На 11 декември, отчаяният Наполеон се съгласява на сепаративен мир с Испания с договора от Валансѐ, с който той освобождава и признава за крал Фернандо VІІ, в замяна на пълното прекратяване на военните действия. Но испанците не се доверяват на Наполеон, и военните действия не затихват.
Полуостровната война продължава със съюзнически победи – при прохода Вера, в битките при Нивей и Нив, близо до Байон (10 – 14 декември 1813), при Ортез (27 февруари 1814) и битката при Байон (14 април), като последната дори е след абдикацията на Наполеон.

## Испанската гериля
Испанската война за независимост е една от най-успешните партизански войни в историята, като думата, с която е наричана партизанската война от испанците - "guerilla" - в превод "малка война", под една или друга форма става дума за този стил на война въобще в западноевропейските езици. Въпреки това, тази партизанска война струва скъпо и на двете страни. Много от партизаните в действителност са преследвани от закона или се опитват да забогатеят, въпреки че по-късно през войната властите се опитват да дисциплинират партизаните и много от тях формират редовни войскови единици, например „Ловците от Навара“ на Франсиско Мина. Идеята за превръщане на партизаните във въоръжена сила има и положителни, и отрицателни ефекти.
Партизанският стил на воюване е най-ефективната тактика, прилагана от испанските войници, докато и най-усилените опити от страна на редовната испанска армия да надделее над французите са неуспешни. Често се посочва, че крайният успех на Уелингтън на полуострова се дължи главно на колапса и деморализацията на френската военна структура в Испания, причинени от партизанските действия.
| „ | Именно незначителните триумфи – взвод, изтребен в засада; куриер с послание, заловен докато галопира през полята; са тези, които направиха възможни победите на правата вяра на Уелингтън и англо-португалската армия и в крайна сметка доведоха до освобождението на Португалия и Испания. | “ |

Масовата съпротива на хората на Испания предшества тоталните войни на XX век, и в същото време вдъхновява паралелната борба на руснаци и прусаци. Когато е заплашен с война от французите, цар Александър I казва на посланика Арман дьо Коленкур:
| „ | Ако император Наполеон реши да воюва, възможно е, дори е вероятно, да бъдем победени... Но... испанците често са побеждавани, но не са победени, нито са се предали. | “ |

## Статистика
| Страни                                | Население през 1808 г. | Войски  | Убити, починали от рани, изчезнали | Починали от болести | Ранени  |  |
| ------------------------------------- | ---------------------- | ------- | ---------------------------------- | ------------------- | ------- |  |
| Великобритания                        | 11 600 000             | 61 511  | 8889                               | 24 930              | 19 300  |  |
| Испания                               | 11 800 000             | 192 000 | 62 000                             | 238 000             |         |  |
| Португалия                            | 2 960 000              | 200 000 | 10 000                             | 40 000              |         |  |
| Общо                                  | 26 360 000             | 453 511 | 80 889                             | 302 930             |         |  |
| Франция                               | 29 150 000             | 162 200 | 76 800                             | 250 000             | 195 700 |  |
| Съюзници на Франция (предимно поляци) |                        |         | 14 300                             | 50 000              | 41 500  |  |
| Общо                                  | 29 150 000             | 162 200 | 91 100                             | 300 000             | 237 200 |  |
| Общо                                  | 55 510 000             | 615 711 | 171 989                            | 602 930             |         |  |

## Последствия

### Испания
Крал Жозеф първоначално е приветстван от испанските afrancesado, които вярват, че сътрудничеството с Франция ще доведе до осъвременяване на страната и свобода. Пример е премахването на испанската инквизиция. Въпреки това, духовенството и патриотите започват агитация сред населението, която се разпространява широко след първите примери на репресии от френската армия. След напускането на френските войски, останалите afrancesados са изгонени във Франция.
Привържениците на независимостта включват както традиционалисти, така и либерали. След края на войната, те се сблъскат помежду си в Карлистките войни, тъй като новият крал Фернандо VII желаният (по-късно предателят), отменя всички промени, направени от независимите Кортеси, избрани в Кадис да действат от негово име, да координират местните хунти и да противостоят на французите. Той възстановява абсолютната монархия, преследва и осъжда на смърт всеки, заподозрян в либерализъм, и променя законите на наследяването на престола в полза на дъщеря си Исабела II, като по този начин започва епоха на граждански войни срещу поддръжниците на бившия законен наследник на трона.
Либералните Кортеси одобряват първата испанска конституция на 19 март 1812 г., която по-късно е анулирана от краля. В Испанска Америка, испанците и испанските креоли формират хунти, които се заклеват във вярност на крал Фернандо. Този опит за самоуправление по-късно води до насърчаване на движенията за независимост на испанските американски колонии.
Френските войски конфискуват голяма част от обширните имоти на католическата църква. Църкви и метохи са използвани като конюшни и казарми, произведения на изкуството са изпращани във Франция, което води до обедняване на испанско културно наследство. Съюзническите армии също ограбват испанските градове и провинции.
Друго последствие от войната са сериозните щети, понесени от икономиката на Испания, опустошена от войната, и която продължава да страда от последвалите политически турбуленции.

### Португалия
Полуостровната война ознаменува травматичното влизане на Португалия в модерната епоха. Прехвърлянето на португалския кралски двор в Рио де Жанейро дава началото на процеса на държавното изграждане на Бразилия, която в крайна сметка достига до своята независимост през 1822 г. Умелата евакуация от португалския флот на повече от 15 000 души от кралския двор, администрация и армия е плюс за Бразилия. Управителите, оставени в Португалия от отсъстващия крал, имат оскъдно влияние поради последователните френски нашествия и британската окупация.
Ролята на военния министър, Мигел Перейра Форхас, е уникална. Уелингтън го задържа като най-способния човек в Португалия. Според маршал Бересфорд, той спомага за изграждането на редовна армия от 55 000 войника и още 50 000 души в опълчението. В писмо от 1812 г. до руския министър барон Щайн, Форхас препоръчва политиката на изгорената земя, единственият начин да се победят французите при нашествието им в Русия.
Войната има подобен ефект върху Португалия, както Френската революция върху Франция. Новата класа, дисциплинирана и с опит от войната срещу Френската империя, започва да отстоява португалската независимост. Маршал Бересфорд и 160 офицера са задържани на служба след 1814 г. за да оглавят армията на Португалия, докато кралят все още е в Бразилия. Португалските политици развиват проекта за Обединено кралство Португалия, Бразилия и Алгарве – с африканските колонии, доставящи роби, производството на Бразилия и търговията на Португалия. Към 1820 г. това става неудържимо: португалските офицери от Полуостровната война изгонват британците и започват либерална революция в Порто на 24 август. Либералните институции се консолидират след гражданската война през 1828 – 34 г.

## Културно наследство
Серията на Гоя от 82 картини „Бедствията на войната“ (1810 – 1820) остава най-известното и силно описание на войната на полуострова и ефекта ѝ върху цивилното население. „Ръкопис, намерен в Сарагоса“ на Ян Потоцки (1814) е писана по време на войната. Действието на „Кармен“ на Проспер Мериме (1845), по която Бизе пише едноименната опера (1875), се развива по време на войната.
Испанската сарсуела „La Viejecita“ (1897) е написана за влизането на съюзническите сили в Мадрид. Романът на Сесил Форестър, „Смърт на французите“ (1932 г.) описва премеждията на британски войник, който е откъснат от своята част и се присъединява към група португалски партизани. Филмът от 1957 г. „Гордост и страст“, се основава на друг негов роман за войната – „Оръдието“ (1933). Романът на Франк Лукас, „Английският агент – история за Полуостровната война“ (1969) се отнася за битката при Байлен. По поемата на Лукас, „Испания 1809“ (1953), написана за смелостта на една испанска селянка по време на френската окупация, по-късно е направена пиесата A Kind of Justice на Маргарет Ууд (1966). „Куро Хименес“ е испански телевизионен сериал (1976 – 79) за известен бандит, сражаващ се срещу французите в Сиера Морена. Романите за Шарп (1981 – 2007) на Бърнард Корнуел описват отчасти приключенията на британски офицер по време на войната. По-късно, по тях са направени телевизионни серии (с актьора Шон Бийн в ролята на Шарп).
През 2005 г. GMT Games пускат на пазара настолна игра, озаглавена „Уелингтън – Полуостровната война 1812 – 1814“.
Във войната за първи път се използват пластинки за медали. Известни също като „закопчалки“, това са пластинки, захванати за лентата, на която е окачен медала. Медалът за Полуостровната война, по-известен като Златен медал на армията, е създаден за висшите офицери в армията на Уелингтън. Пластинките се добавят към медала, като всяка от тях дава името на една голяма битка, в която офицерът е участвал. Когато получи четири пластинки, офицерът печели Кръст към медала. Всяко рамо на кръста е изписано с името на битката на съответните четири пластинки. Следващите закопчалки след това се добавят към лентата. Кръстът на Уелингтън, включващ уникалните девет пластинки (тринадесет битки), може да се види на униформата му в Апсли Хаус. През 1847 г. живите офицери и войници с по-нисък ранг получават военен медал за службата си във войната.